# Miltochrista atuntseensis
Miltochrista atuntseensis är en fjärilsart som beskrevs av Daniel 1951. Miltochrista atuntseensis ingår i släktet Miltochrista och familjen björnspinnare. Inga underarter finns listade i Catalogue of Life.